# Carl Sparre (1627–1702)

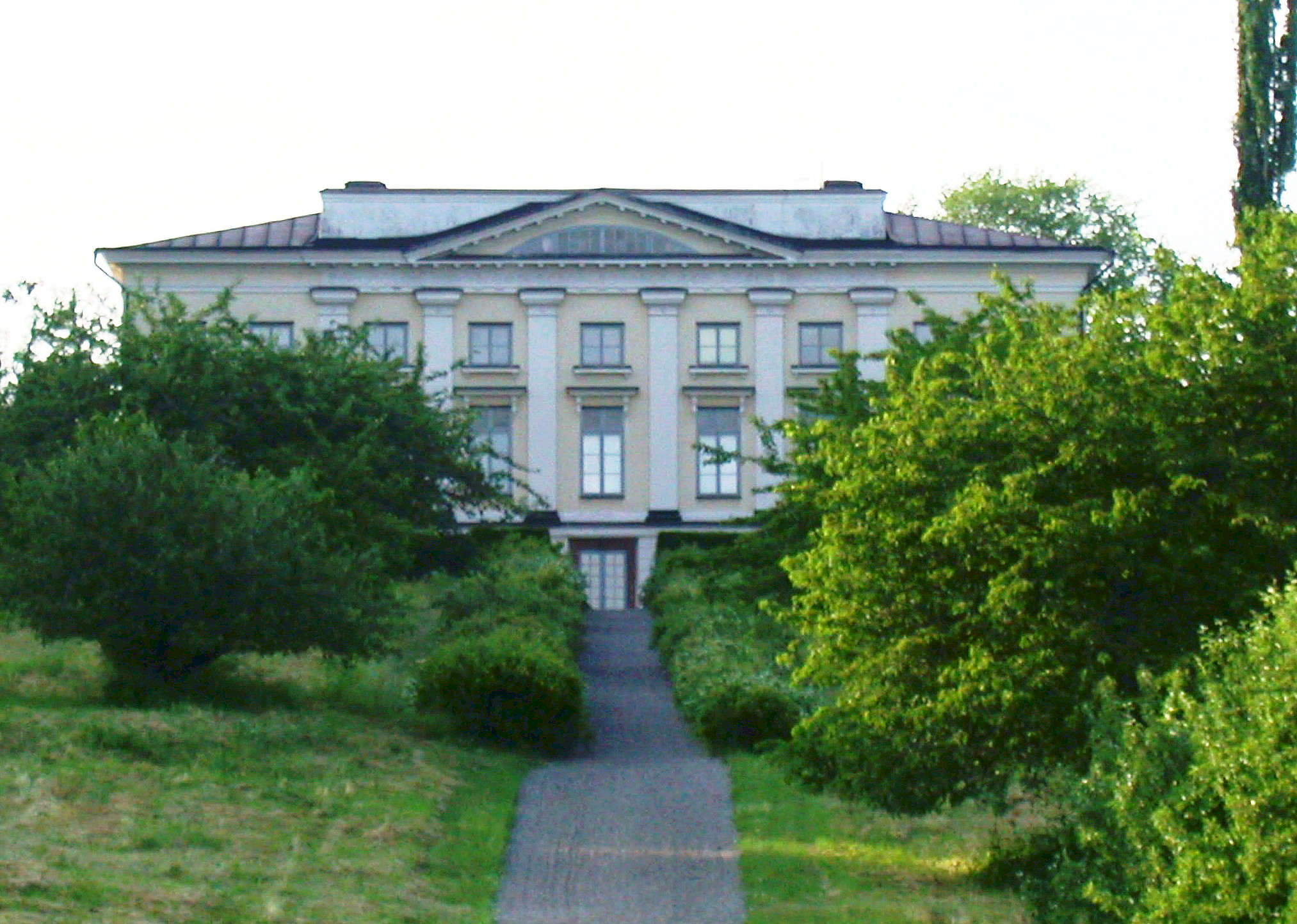
Ulvåsa slott

Carl Sparre, Carl Larsson Sparre, född 1627 på Revals slott (eller Tallinns slott) i Estland, död 11 april 1702 på Ulvåsa i Östergötland och begravdes i Ekebyborna kyrka, var en svensk friherre, landshövding och general samt grundare av två järnbruk. Lars Sparre var friherre till Kronoberg.
Sparre föddes på Revals slott (nuvarande Tallinn) som son till riksrådet och lantmarskalken Lars Eriksson Sparre af Rossvik och Märta Gustafsdotter Banér. Farfadern, riksrådet Erik Larsson Sparre avrättades vid Linköpings blodbad år 1600. Han var överste för Hälsinge regemente och guvernör på Ösel.  Han var överste för livgardet till häst och fot och generalmajor av infanteriet. Han var guvernör över Västernorrlan med underliggande lappmarker och även över Jämtland och Härjedalen. Han blev utnämnd till generallöjtnant och var president i trolldomskommissionen samt general 1675.

## Grundare av två järnbruk och ett säteri
Carl Sparre anlade 1673 Graninge bruk i Ångermanland och 1682 Karlströms bruk i Östergötland. Han var bosatt på Ulvåsa slott vid sjön Boren i Ekebyborna socken, Östergötland. Från 1667 blev han även innehavare av Holms gård i Ångermanland, som genom Sparres försorg 1676 förvandlades till Holms säteri, Norrlands enda. Han uppförde där en ståndsmässig mangårdsbyggnad. 

## Palatsbygge
I Stockholm lät Sparre bygga ett palats vid Kungsträdgården, Sparreska palatset (på platsen för dagens NK vid Hamngatan), inte att förväxla med Sparreska palatsen på Riddarholmen och Fredsgatan uppförda av ätten Sparre.

## Civil karriär
Sparre var 1659-61 guvernör på Ösel i dåvarande Livland (nuvarande Estland) och utnämndes 1664 till guvernör (landshövding) över Västernorrland (med underliggande lappmarker) samt Jämtland och Härjedalen. Han var åren 1664–1677 bosatt på Gävle slott, som tjänade som residens för landshövdingen i denna del av Sverige. Sparre var lagman i Norrlands lagsaga 1681–1691.

## Trolldomskommissionen
Sparre blev 1674 ordförande i trolldomskommissionen för Norrland. I oktober samma år inledde kommissionen en omfattande häxprocess i Torsåker, Ångermanland, och lät så småningom avrätta så mycket som 71 personer eller ca var femte kvinna för häxeri inom Torsåkers pastorat trots att bara tre av dem erkänt. Det skedde utan att Sparre gett sitt godkännande, varför han ställde in kommissionens fortsatta arbete.

## Militär karriär
Sparre utnämndes till fänrik vid Livgardet till häst och fot 1645, till major 1648 och till överstelöjtnant 1649. 29 oktober 1651 utsågs han till kommendant vid Halmstads slott. 
År 1651 utnämndes Sparre till överstelöjtnant vid Kronobergs regemente. Han utnämndes 1655 till överste vid Hälsinge regemente och deltog i Karl X Gustavs polska krig i bland annat slaget vid Warszawa 1656 och striden vid Krakow. På Erik Dahlberghs målningar kan man ofta se Sparre avbildad. År 1657 skickades han hem för att bistå landshövdingen Johan Gabrielsson Oxenstierna i försvaret av Norrland och 1659 deltog han i den misslyckade stormningen av Köpenhamn. 
Den 29 mars 1664 utnämndes Sparre till överste vid Livgardet till häst och fot och utsågs till chef för den vaktstyrka som bevakade hertig Adolf Johan av Pfalz-Zweibrücken då denne av rådet blivit uppkallad på slottet Tre Kronor i Stockholm för att tvingas till att avstå från riksförmyndarskapet och riksmarskämbetet.
Den 16 september 1664 utnämndes Sparre till generalmajor vid infanteriet och den 8 september 1668 blev han generallöjtnant. 7 september 1675 utnämndes Sparre till general med chefskap över den norrländska milisen med uppgiften att sköta försvaret av Västernorrland. I oktober 1678 avskedades han då kungen inte var nöjd med det sätt på vilket Sparre ledde den nordsvenska armén. Året dessförinnan hade norrmännen marscherat in i Ångermanland och där bränt ned hans järnbruk i Graninge. Sparre gjorde 1678 ett infall i Norge och lät där bränna ned Røros kopparverk.

## Familj
Sparre var bror till Erik, Svante, Gustaf, Ebba och Per Sparre.
Han var gift med sin brors svägerska Maria Bååt (död 10 juni 1656), vigd på Stockholms slott den 6 april 1650.  Maria Bååt avled 1656 i Warszawa dit hon följt sin man i Karl X Gustavs polska krig). Hon var dotter av assessorn Bo Gustafsson (Bååt) och Anna Ribbing. Hon begravdes 25 januari 1657 i Strängnäs domkyrka. 
Carl Sparre var gift andra gången den 2 januari 1659 på Kronobergs slott med Catharina Lucia von Minnigerode (död 1697 i Stockholm). Hon var dotter av Hans Jobst von Minningerode och Margareta von Falkenberg.
Sparre, som drabbades hårt av reduktionen, avled på Ulvåsa och begravdes i Ekebyborna kyrka. Av Sparres 14 barn i de båda äktenskapen nådde endast fyra söner och sju döttrar mogen ålder, bland dem översten Ture Sparre (1654–83) och majoren Jacob Casimir Sparre (1661–1701).

## Barn
Barn i första giftet med Maria Bååt (död 1656):
- Carl, född 10 december 1650. Generalmajor i venetiansk tjänst. Ogift dödsskjuten 18 februari 1691 på Morea.
- Lars, född 13 november 1652, död 5 september 1664. Begraven i Ytterjärna kyrka. På södra väggen mellan fönstren i Ytterjärna kyrka minner sönerna Lars' och Svantes huvudbaner. De avled båda 1664.
- Svante, född 30 oktober 1653, död 3 september 1664. Begraven i Ytterjärna kyrka.
- Ture, friherre till Kronoberg. Född 11 december 1654 på Sundbyholms slott. Kapten vid prinsens av Oranien garde. Överstelöjtnant vid överste Roxerviers regemente. Överste för ett holländskt infanteriregemente. Död barnlös 23 maj 1683 i Stockholm. Gift 21 december 1682 i Stockholm med grevinnan Hedvig Lovisa Horn af Björneborg i hennes 1:a gifte, dotter av riksmarsken och generalfältherren Gustaf Carlsson Horn af Björneborg och hans 2:a fru Sigrid Bielke af Åkerö.
- Gustaf, född 15 januari 1656 i Lowicz i Polen, död före 25 februari 1657.
- Märta, född tvilling på 1650-talet, död barnlös 5 juli 1700 på Marieberg. Gift 8 januari 1687 med sin mormors sysslings dotterson presidenten friherre Johan Rosenhane (1642-1710). Genom Märta, och tidigare genom hennes mor Maria Bååt, kom gården Marieberg i Rosenhanes ägo.

Barn i andra giftet med Catharina Lucia von Minnigerode (död 1697):
- Charlotta Eleonora, född 1660 på Arensburg på Ösel, död 2 december 1697 i Nyköping i barnsäng.  Gift 1695-10-08 på Ulvåsa med lagmannen Johan Tungel i hans 1:a gifte.
- Jakob Casimir, född 1661. Major. Död 1701.
- Catharina Maria, döpt 15 april 1663 i Stockholm. Död i barnsäng 21 juli 1695 på Ulvåsa. Gift 25 augusti 1686 med sin broders svåger överstelöjtnanten friherre Abraham Leijonhufvud i hans 1:a gifte.
- Beata Juliana, döpt 28 november 1664 i Stockholm, död 1708. Gift 24 augusti 1686 på Ulvåsa med överstelöjtnanten och kammarherren Carl Persson (Natt och Dag) i hans 3:e gifte.
- Görvel, född 1666. Hovfröken hos drottning Ulrika Eleonora 1688. Död ogift 13 januari 1743 på Stensnäs.
- Margareta, död 13 augusti 1720 Torneby. Gift 1694-08-24 på Ulvåsa med kaptenen Johan Gustaf Boije af Gennäs.
- Ebba, död ogift 26 juni 1693 i Stockholm.
- Erik, generalmajor i venetiansk tjänst. Död ogift 1708 i Venedig.